# Le Réveil des rats
Pour plus de détails, voir Fiche technique et Distribution.
Le Réveil des rats (Buđenje pacova) est un film yougoslave réalisé par Živojin Pavlović, sorti en 1967.
Il est présenté en sélection officielle à la Berlinale 1967 où Živojin Pavlović remporte l'Ours d'argent du meilleur réalisateur.

## Fiche technique
- Titre original : Buđenje pacova
- Titre français : Le Réveil des rats
- Réalisation : Živojin Pavlović
- Scénario : Dragoljub Ivkov, Ljubisa Kozomara et Gordan Mihic d'après Momcilo Milankov
- Pays d'origine : Yougoslavie
- Format : Noir et blanc - 35 mm - Mono
- Genre : drame
- Durée : 79 minutes
- Date de sortie : 1967 (Berlinale 1967)

## Distribution
- Slobodan Perovic : Velimir Bamberg
- Dusica Zegarac : Fatalna suseda
- Severin Bijelic : Lale
- Mirjana Blaskovic : Kurva
- Nikola Milic : Konobar
- Milivoje Tomic : Milorad
- Pavle Vuisic : Krmanos
- Snezana Lukic : Dobrila
- Milan Jelic : Un étudiant